# Sint-Nicolaaskerk (Guttecoven)
De Sint-Nicolaaskerk is een kerkgebouw te Guttecoven, gelegen aan Dorpsstraat 7.

## Geschiedenis
Op 10 maart 1336 werd voor het eerst schriftelijk melding gemaakt van een kerkgebouw in Guttecoven. Deze was verbonden aan de Abdij van Susteren. Het is onbekend hoe deze kerk er heeft uitgezien. Het oudst bekende kerkgedeelte was een polygonale koorafsluiting in mergelsteen, in gotische stijl, met het jaartal 1504 in een sluitsteen vermeld.
In 1838 was er nog sprake van een eenbeukig kerkje dat een toren bezat met ingesnoerde naaldspits. In 1848 werd het schip vervangen door een nieuw schip in neoclassicistische stijl. De oude toren werd later door een neogotische toren vervangen, welke in 1886 gereed kwam. In 1907 was een nieuw, neogotisch schip gereed, ontworpen door Caspar Franssen.
In 1937 zou begonnen worden met een vergroting van de kerk. Dit kon, mede gezien de Tweede Wereldoorlog, geen doorgang vinden. In 1956 werd echter de voorkeur gegeven aan nieuwbouw, waarbij ook het oude koor zou worden gesloopt. De bouw vond plaats in 1965 en architect was Jos van der Pluijm. Het werd een modernistisch, doosvormig kerkgebouw, uitgevoerd in breuksteen met toepassing van staal en beton. Het altaar bevond zich oorspronkelijk in een halfronde apsis.

## Inventaris
Het orgel is van 1871 en werd gebouwd door de firma Pereboom & Leijser.
In de nieuwe St-Nicolaaskerk uit 1965 bevinden zich nog enkele voorwerpen uit het vorige kerkgebouw, te weten een achttiende-eeuws Nicolaasbeeld, een klok uit 1517 en een dertiende-eeuwse doopvont uit Naamse steen.
Bij de kerk bevindt zich een losstaande, open betonnen klokkentoren.